# Rogatek (roślina)

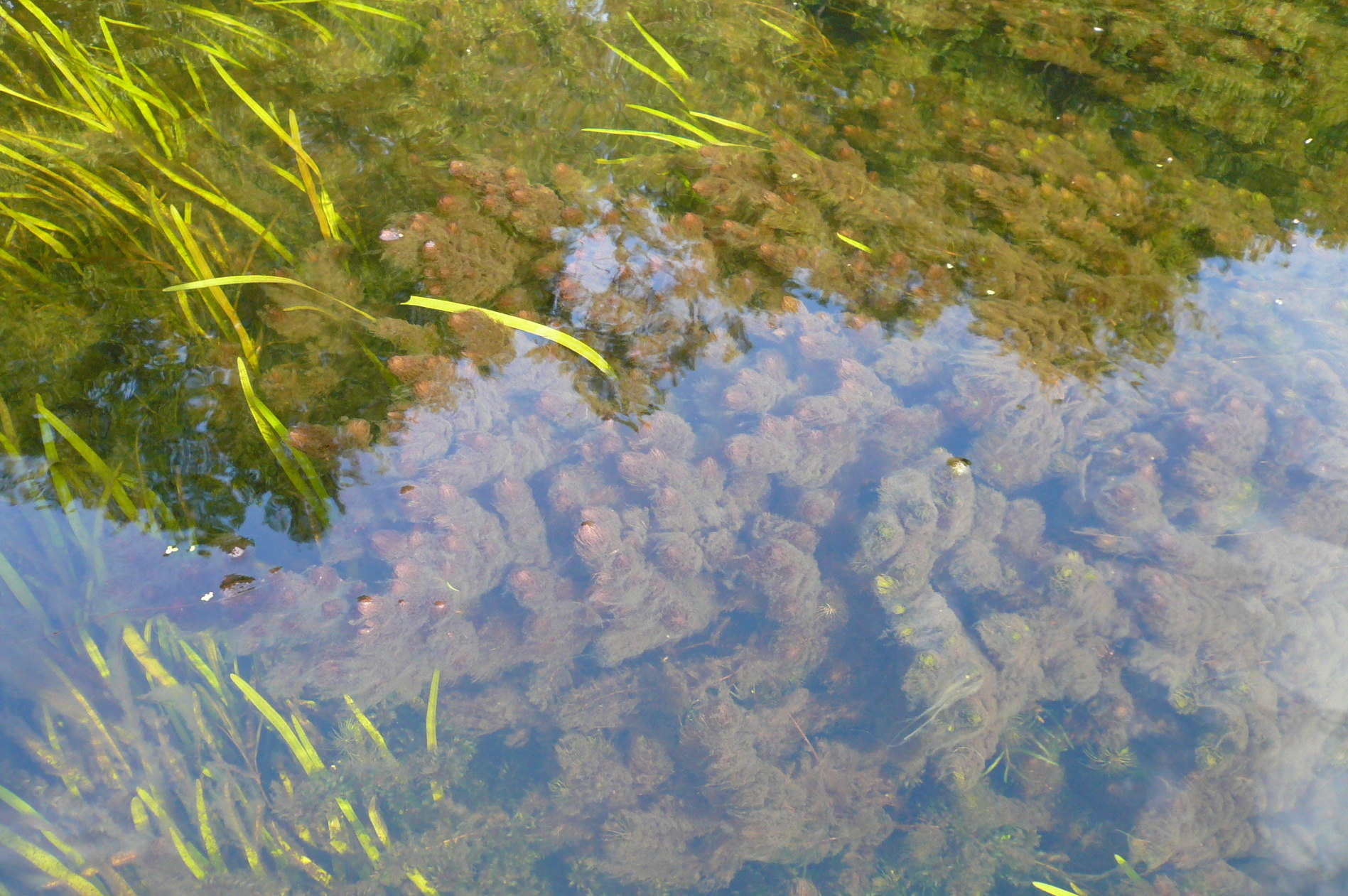
Zbiorowisko rogatka sztywnego w rzece Drawie w Złocieńcu

Rogatek (Ceratophyllum L.) – rodzaj roślin w rodzinie rogatkowatych. Jest jedynym żyjącym rodzajem tej rodziny. W zależności od ujęcia systematycznego zaliczanych jest tu od 3 do wielu gatunków. Baza Plants of the World Online wyróżnia 6 gatunków (2024). Wcześniej w bazie The Plant List wyróżniane były cztery gatunki. Rośliny te spotykane są w wodach słodkich na całym świecie z wyjątkiem obszarów okołobiegunowych. 
W Polsce występują w zależności od ujęcia systematycznego dwa lub trzy gatunki: rogatek sztywny C. demersum, krótkoszyjkowy C. submersum i skrzydełkowaty C. platyacanthum (ten ostatni bywa włączany do pierwszego w randze odmiany lub podgatunku).
Rośliny te nie mają większego znaczenia ekonomicznego. Bywają uprawiane w akwariach i zbiornikach wodnych do natleniania wody. Czasem są też bardzo kłopotliwe, gdy w miejscach ekspansji lub inwazji intensywnie rozrastają się, utrudniając przepływ wód w kanałach żeglugowych lub zasilających elektrownie wodne. Rośliny zapylane są przez wodę (hydrogamia) i nasiona przenoszone są także przez wodę.

## Morfologia
PokrójHydrofity całkowicie zanurzone w wodzie, o pędach długości do 80 cm, pozbawione korzeni, formujące pąki zimujące.
LiścieSilnie podzielone (1–4 razy), często sztywne i kruche, na brzegu ząbkowane. Wyrastają w okółkach po 6–8.
KwiatyDrobne, siedzące w kątach liści. Wsparte są okółkiem 8–15 równowąskich przysadek. Kwiaty są jednopłciowe – w kolejnych węzłach rozwijają się przemiennie kwiaty męskie i żeńskie. Kwiaty męskie występują skupione w główkach, kwiaty żeńskie – pojedynczo. Pozbawione są okwiatu. Pręciki w liczbie (3) 10–20 (50) wyrastają spiralnie. Pylniki są siedzące, otwierają się pęknięciami, łącznik między nimi jest przedłużony. Zalążnia jest górna, utworzona z jednego owocolistka, zwieńczona wydłużoną szyjką z niewielkim, siedzącym znamieniem.
OwoceOrzeszki z 2–3 kolcami i trwałą szyjką słupka, zawierające pojedyncze nasiona.

## Systematyka
Rodzaj z monotypowej rodziny rogatkowatych, mającej niejasną pozycję w systemie. Analizy molekularne wskazują najczęściej jej siostrzaną pozycję w stosunku do dwuliściennych właściwych eudicots. Z drugiej strony istnieją skamieniałości przedstawiające rośliny o pośrednich cechach między rogatkowatymi i zieleńcowcami Chloranthales. Pod koniec drugiego dziesięciolecia XXI wieku potwierdzono w szeregu analiz bliskie pokrewieństwo rogatkowców z zieleńcowcami, w niektórych badaniach wręcz wskazywano na siostrzaną relację tych rzędów, mających tworzyć wspólny klad (np. badania DNA mitochondrialnego oraz morfologii). Yang i in. (2020) stwierdzili, że w czasie jury najpierw oddzieliły się linie rozwojowe jednoliściennych, następnie magnoliowych, w czasie późnej jury – zieleńcowców, rogatkowców i w końcu już w kredzie nastąpiło różnicowanie w obrębie dwuliściennych właściwych.
Synonimy taksonomiczne
Dichotophyllum Moench, Fassettia Mavrodiev, Hydroceratophyllon Séguier, Revatophyllum Röhling
Pozycja systematyczna według APweb (aktualizowany system APG IV z 2016)
Rodzaj należący do rodziny rogatkowatych (Ceratophyllaceae Gray), rzędu rogatkowców, kladu magnoliowych w obrębie okrytonasiennych. Pozycja filogenetyczna rodzaju i rodziny jest problematyczna. 
Wykaz gatunków
- Ceratophyllum australe Griseb.
- Ceratophyllum demersum L. – rogatek sztywny (w tym rogatek skrzydełkowaty var. platyacanthum)
- Ceratophyllum echinatum A.Gray
- Ceratophyllum muricatum Cham.
- Ceratophyllum submersum L. – rogatek krótkoszyjkowy
- Ceratophyllum tanaieticum Sapjegin